# Pilă de combustie enzimatică
Pila de combustie enzimatică este o pilă de combustie care funcționează pe baza reacțiilor de electrod ale enzimelor redox. Enzimele sunt legate de electrozi. Cercetarea privind utilizarea enzimelor pentru  oxidare în biopile de combustibil a început din anii 1960, prima pilă enzimatică fiind realizată în 1964.
Un tip de enzimă folosită în aceste pile este hidrogenază.
A fost dezvoltată o pilă enzimatică cu combustibil pentru aviație și enzime pentru oxidarea combustibilului în 2014.